# Río Pamplonita
Der Río Pamplonita ist ein etwa 115 Kilometer langer Fluss im Norden Südamerikas. 
Der Río Pamplonita durchfließt das kolumbianische Departamento de Norte de Santander, bildet das Hauptfließgewässer der Stadt Cúcuta und mündet südlich von Puerto Santander in den Río Zulia, der wiederum in den Río Catatumbo mündet. Am nördlichen Stadtrand von Cúcuta mündet der Río Táchira in den Fluss. Nördlich von Cúcuta bildet der Río Pamplonita kurzzeitig die Grenze zu Venezuela.